# Georgia Gould
Georgia Gould, född 5 januari 1980 i Baltimore, Maryland, är en amerikansk cyklist som tog OS-brons i mountainbike vid de olympiska cyklingstävlingarna 2012 i London. 